# شچاونو-زدروی
شچاونو-زدروی (به لهستانی:  Szczawno-Zdrój) یک منطقهٔ مسکونی در لهستان است که در شهرستان واوبژخ واقع شده‌است. شچاونو-زدروی ۱۴٫۷۴ کیلومتر مربع مساحت و ۵٬۵۰۶ نفر جمعیت دارد.

## خواهرخوانده
شهر Briey خواهرخواندهٔ شچاونو-زدروی هست.